# الشهادة المتقدمة لامتحان التعليم الثانوي (تنزانيا)
الشهادة المتقدمة لامتحان التعليم الثانوي هو امتحان المستوى أ، وهو امتحان أكاديمي يتم إجراؤه بواسطة طلاب الصف الثاني عشر عبر تنزانيا لإعدادهم لدراساتهم الجامعية. عادة ما يتم إجراء الامتحانات بين أواخر سبتمبر إلى أوائل أو منتصف نوفمبر ويديرها مجلس الامتحانات الوطنية في تنزانيا. يُطلب من الطلاب الحصول على ثلاث ساعات معتمدة من أجل اجتياز الاختبارات.